# Miss Universo 1997
Miss Universo 1997, quarantaseiesima edizione di Miss Universo, si è tenuta presso il Miami Beach Convention Center di Miami Beach negli Stati Uniti d'America, il 16 maggio 1997. L'evento è stato presentato da George Hamilton, Marla Maples Trump. Brook Lee, Miss USA, è stata incoronata Miss Universo 1997 dalla detentrice del titolo uscente, Alicia Machado del Venezuela.

## Risultati

### Piazzamenti
| Risultato finale   | Concorrente |
| ------------------ | --- |
| Miss Universo 1997 | - Stati Uniti - Brook Lee                                                                                           |
| 2ª classificata    | - Venezuela - Marena Bencomo                                                                                        |
| 3ª classificata    | - Trinidad e Tobago - Margot Bourgeois                                                                              |
| Top 6              | - Curaçao - Verna Vasquez - Italia - Denny Méndez - Panama - Lía Victoria Borrero                                   |
| Top 10             | - Estonia - Kristiina Heinmets - India - Nafisa Joseph - Porto Rico - Ana Rosa Brito - Svezia - Victoria Lagerström |

### Punteggi alle sfilate finali
Vincitrice
     2ª classificata
     3ª classificata
     Top 6
     Top 10
(#) Posizione in ogni turno della gara
| Nazione           | Costume da bagno | Intervista | Abito da sera | Media      | Finaliste Top 6 |
| ----------------- | ---------------- | ---------- | ------------- | ---------- | --------------- |
| Italia            | 9.543 (2)        | 9.614 (2)  | 9.764 (2)     | 9.640 (1)  | 9.450 (5)       |
| Curaçao           | 9.443 (3)        | 9.623 (1)  | 9.799 (1)     | 9.621 (2)  | 9.629 (4)       |
| Stati Uniti       | 9.614 (1)        | 9.500 (3)  | 9.683 (4)     | 9.599 (3)  | 9.881 (1)       |
| Venezuela         | 9.060 (10)       | 9.471 (4)  | 9.729 (3)     | 9.420 (4)  | 9.829 (2)       |
| Trinidad e Tobago | 9.343 (5)        | 9.271 (6)  | 9.600 (5)     | 9.405 (5)  | 9.643 (3)       |
| Panama            | 9.386 (4)        | 9.229 (7)  | 9.443 (7)     | 9.352 (6)  | 9.143 (6)       |
| Estonia           | 9.143 (9)        | 9.357 (5)  | 9.417 (8)     | 9.306 (7)  |                 |
| Porto Rico        | 9.271 (6)        | 9.043 (8)  | 9.471 (6)     | 9.262 (8)  |                 |
| Svezia            | 9.229 (7)        | 8.929 (10) | 9.271 (9)     | 9.143 (9)  |                 |
| India             | 9.157 (8)        | 9.043 (8)  | 9.129 (10)    | 9.110 (10) |                 |

### Riconoscimenti speciali
| Riconoscimento           | Concorrente                                                                     |
| ------------------------ | ------------------------------------------------------------------------------- |
| Best National Costume    | - Colombia - Claudia Vásquez - Honduras - Joselina García - Perù - Claudia Dopf |
| Miss Congeniality        | - Australia - Laura Csortan                                                     |
| Miss Photogenic          | - Filippine - Abbygale Arenas                                                   |
| Jantzen Best in Swimsuit | - Curaçao - Verna Vasquez                                                       |

## Giudici della trasmissione televisiva
Le seguenti celebrità hanno fatto da giudici durante la serata finale:
- Cristina Saralegui – Conduttrice televisiva.
- Tommy Ford – Attore.
- Eva Herzigová – Modella.
- Pat O'Brien  – Giornalista sportivo.
- Monique Pillard – Agente di modelle.
- James E. Billie – .
- Ingrid Seynhaeve – Modella.
- Mike Love – Cantautore.
- Carolina Herrera – Stilista.

## Concorrenti
- Argentina - Nazarena Almada
- Aruba - Karen-Ann Peterson
- Australia - Laura Csortan
- Bahamas - Nestaea Sealy
- Belgio - Laurence Borremans
- Belize - Sharon Dominguez
- Bermuda - Naomi Darrell
- Bolivia - Helga Bauer
- Bonaire - Jhane Landwier
- Brasile - Nayla Micherif
- Bulgaria - Krassmira Todorova
- Canada - Carmen Kempt
- Cile - Claudia Delpin
- Cipro - Korina Nikolaou
- Colombia - Claudia Vásquez
- Corea del Sud - Lee Eun-hee
- Costa Rica - Gabriela Aguilar
- Croazia - Kristina Cherina
- Curaçao - Verna Vasquez
- Ecuador - María José López
- Egitto - Eiman Thakeb
- El Salvador - Carmen Carrillo
- Estonia - Kristiina Heinmets
- Filippine - Abbygale Arenas
- Finlandia - Karita Tuomola
- Francia - Patricia Spehar
- Germania - Agathe Neuner
- Giamaica - Nadine Thomas
- Grecia - Elina Zisi
- Guatemala - Carol Aquino
- Honduras - Joselina García
- Hong Kong - Lee San-San
- India - Nafisa Joseph
- Irlanda - Fiona Mullally
- Islanda - Solveig Guðmundsdóttir
- Isole Marianne Settentrionali - Melanie Sibetang
- Isole Vergini Americane - Vania Thomas
- Isole Vergini Britanniche - Melinda Penn
- Israele - Dikla Hamdy
- Italia - Denny Méndez
- Libano - Dalida Chammai
- Malaysia - Trincy Lowe
- Malta - Claire Grech
- Mauritius - Cindy Cesar
- Messico - Rebeca Tamez
- Namibia - Sheya Shipanga
- Nuova Zelanda - Marina McCartney
- Panama - Lía Borrero
- Paraguay - Rosanna Giménez
- Perù - Claudia Dopf
- Polonia - Agnieszka Zielinska
- Porto Rico - Ana Rosa Brito
- Portogallo - Lara Antunes
- Rep. Ceca - Petra Minářová
- Rep. Dominicana - Cesarina Mejia
- Romania - Diana Maria Urdareanu
- Russia - Anna Baitchik
- Singapore - Tricia Tan
- Slovacchia - Lucia Povrazníková
- Spagna - Inés Sainz
- Stati Uniti - Brook Lee
- Sudafrica - Mbali Gasa
- Svezia - Victoria Lagerström
- Svizzera - Melanie Winiger
- Taiwan - Chio Hai Ta
- Thailandia - Suangsuda Rodprasert
- Trinidad e Tobago - Margot Bourgeois
- Turchia - Yeşim Çetin
- Turks e Caicos - Keisha Delancy
- Ucraina - Natalia Nadtochey
- Ungheria - Ildikó Kecan
- Uruguay - Adriana Cano
- Venezuela - Marena Bencomo
- Zimbabwe - Lorraine Magwenzi